# RAYVE
『RAYVE』（レイブ）は、Rayの1枚目のオリジナルアルバム。2013年6月5日にRONDO ROBEから発売された。

## 概要
2012年にメジャーデビューしたRayの初となるオリジナルアルバム。シングルから継承して全ての楽曲をI'veのクリエイターが制作しており、I've所属の歌手である川田まみや、以前I'veに所属していたKOTOKOも作詞家として歌詞を提供している。また、Ray自身も共作ではあるが初めて作詞に参加している。
収録曲「As for me」のPV等を収録したDVDを封入した初回盤とCDのみの通常盤2タイプリリースされている。

## 収録曲
1. Over ride [4:35]
作詞：川田まみ・Ray、作曲・編曲：中沢伴行
2. 告白 [5:30]
作詞：KOTOKO、作曲：折戸伸治、編曲：高瀬一矢
テレビアニメ『あの夏で待ってる』イメージソング
作曲を手掛けた折戸伸治の楽曲を集めたコンピレーションアルバム『circle of fifth』にも収録されている。
3. Party time! [4:30]
作詞：PA-NON、作曲・編曲：高瀬一矢
4. sign [4:44]
作詞：KOTOKO、作曲：折戸伸治、編曲：高瀬一矢
メジャーデビューシングル、テレビアニメ『あの夏で待ってる』オープニングテーマ
5. 向日葵 [5:23]
作詞：川田まみ、作曲・編曲：C.G mix
「sign」カップリング曲
6. ひかり [4:43]
作詞：黒崎真音、作曲・編曲：中沢伴行
PSP用ゲーム「十鬼の絆 花結綴り」エンディングテーマ
2013年7月25日発売されたゲームに先駆けて収録され、後日リリースされる同作の主題歌を集めたマキシシングルにも収録予定。
7. 凪-nagi- [4:40]
作詞：川田まみ、作曲：中沢伴行、編曲：中沢伴行・尾崎武士
テレビアニメ「凪のあすから」イメージソング
8. 楽園PROJECT [4:54]
作詞：PA-NON、作曲・編曲：高瀬一矢
2ndシングル、テレビアニメ『To LOVEる -とらぶる- ダークネス』オープニングテーマ
9. baby♡macaron [5:00]
作詞：KOTOKO、作曲・編曲：C.G mix
10. Sweet days [3:49]
作詞：PA-NON、作曲・編曲：尾崎武士
11. Recall [4:25]
作詞：川田まみ、作曲・編曲：井内舞子
3rdシングル、テレビアニメ『AMNESIA』エンディングテーマ
12. Altair [4:05]
作詞：川田まみ、作曲・編曲：中沢伴行
13. As for me [4:47]
作詞：KOTOKO、作曲・編曲：高瀬一矢

## 演奏
- Ray：All Vocals
- 尾崎武士：Guitar (#6.7.8.10)
- チャーリー田中：Guitar (#11)